# Лек (Гронинген)
Лек (нидерл. Leekо файле) — бывшая община и деревня на севере Нидерландов, в провинции Гронинген. Население Лека на 1 июля 2006 года составляло 18 985 человек. 1 января 2018 года Лек вместе с общинами Гротегаст, Марюм и Зёйдхорн были объединены в новую общину Вестерквартир.
В общину входили населённые пункты: Энуматил, Лек, Толберте, Мидволде, Леттелберт, Остволд и Зевенхёйзен. Деревня Лек находится приблизительно в 15 км от Гронингена.
Лек вырос вокруг военной крепости, которая была построена во время Восьмидесятилетней войны с Испанией. Само название «Leek» произошло от наименования ручья, протекающего поблизости — «Leke», который впадает в озеро Лекстермер.

## Транспорт
Через общину проходит автомобильная магистраль — A7 (E 22 Амстердам-Гронинген-Германия).

## Достопримечательности
Главная достопримечательность в деревне — поместье Ниенорд. Оно было основано в 1508 году, после пожара 1887 года главное здание было отстроено заново, сады и грот восстановлены.
|  |

В 1850 году Национальный музей карет арендовал усадьбу и сады поместья и занимает их до настоящего времени. Здесь представлены самые разнообразные типы и виды карет и повозок, имевших хождения в XVIII—XX веках. 250 экспонатов коллекции использовались фермерами, разночинцами, аристократами и знатью.
В поместье находится также Парк отдыха или семейный парк Ниенорда с моделями железных дорог разных времен, включая период использования паровозов.
В Толберте и Мидволде находятся церкви постройки XII века. Они построены в романо-готическом стиле.
В церкви Мидводе находится надгробный памятник работы Rombout Verhulst.
|  |  |